# Витор, Мигел
Мигел Анжелу Леонарду Витор (порт. Miguel Angelo Leonardo Vítor; род. 30 июня 1989, Торриш-Ведраш) — португальский футболист, выступающий за израильский клуб «Хапоэль» (Беэр-Шева) и сборной Израиля. Чаще всего выступает как центральный защитник, однако может сыграть на позиции правого защитника.

## Клубная карьера
Мигель Витор является воспитанником молодёжной школы лиссабонской «Бенфика», в сезоне 2008/2009 наиболее активно выступал за португальский клуб, провел за это время 16 матчей. В этом же году Мигель был отдан в аренду в клуб из низшего дивизиона «Авеш», за который успел провести 7 матчей до конца срока аренды. В сезоне 2009/2010 игрок не смог заполучить место в основном составе клуба, проведя за все время лишь 2 матча, после чего для получения игровой практики отправился в аренду в клуб английского чемпионата «Лестер Сити». На текущий момент Мигель входит в основной состав Бенфики, однако на поле появляется не часто, в основном наблюдая за матчами со скамейки запасных. 24 июня 2013 года подписал контракт с греческим клубом ПАОК. В настоящее время выступает за команду Хапоэль (Беэр-Шева) и стал чемпионом Израиля 2016/17 года.